# Hjulet (styrketräningsövning)
Hjulet är en övning för att träna magmuskler där utövaren först greppar ett övningshjul eller en skivstång i axelbredd. Sedan utgår utövaren från en position där skivstången, alternativt övningshjulet, placeras vid knäna (som sitter på marken) eller tårna. Övningshjulet/skivstången skall rullar framåt medan utövaren behåller en rak överkropp tills det inte går längre, sedan skall utövaren försöka rulla tillbaka till ursprungspositionen.
Denna övning tränar sneda magmusklerna, raka magmusklerna samt övre rygg.